# Kampioenschap van Vlaanderen 1959
Il Kampioenschap van Vlaanderen 1959, quarantaquattresima edizione della corsa, si svolse il 17 settembre 1959 su un percorso con partenza e arrivo a Koolskamp. Fu vinto dal belga Rik Van Looy della Faema-Guerra davanti ai suoi connazionali André Noyelle e Oswald Declercq.

## Ordine d'arrivo (Top 10)
| Pos. | Corridore          | Squadra                  | Tempo |
| ---- | ------------------ | ------------------------ | ----- |
| 1    | Rik Van Looy       | Faema-Guerra             |       |
| 2    | André Noyelle      | Bertin-Milremo-The Dura  |       |
| 3    | Oswald Declercq    | Groene Leeuw-Sinalco-SAS |       |
| 4    | Norbert Kerckhove  | Faema-Guerra             |       |
| 5    | Jan Van Gompel     | Libertas-Eura Drinks     |       |
| 6    | Frans Van Looveren | Faema-Guerra             |       |
| 7    | Frans Loyaerts     | Ghigi-Ganna              |       |
| 8    | Jozef Vloebergs    | Faema-Guerra             |       |
| 9    | Roger Decock       | Flandria-Dr. Mann        |       |
| 10   | Jozef Mariën       | Libertas-Eura Drinks     |       |